# José Vicente Aguilar Borrás
José Vicente Aguilar Borrás (la Vall d'Uixó, Plana Baixa, 1954) és un metge i polític valencià, senador per Castelló en la Tercera Legislatura.
Metge interí de la seguretat social i militant d'Aliança Popular, fou escollit senador per la província de Castelló a les eleccions generals espanyoles de 1986. Fou vicepresident segon de la Comissió de Suplicatoris i vocal de la Comissió de Sanitat i Seguretat Social.
No es presentà a la reelecció i des d'aleshores s'ha dedicat a la medicina.